# International Dunhuang Project
L'International Dunhuang Project ("Progetto Internazionale Dunhuang", IDP) è un progetto internazionale per conservare, catalogare e digitalizzare manoscritti, testi stampati, dipinti, tessuti e manufatti provenienti dalle grotte di Mogao nella città di Dunhuang, nella Cina occidentale, e da vari altri siti archeologici all'estremità orientale della Via della Seta. Il progetto è stato avviato dalla British Library nel 1994, e ora coinvolge ventidue istituzioni in dodici paesi. Alla data del 18 febbraio 2021 il database IDP online comprendeva 143.290 voci di catalogo e 538.821 immagini. La maggior parte dei manoscritti nel database IDP sono testi scritti in cinese, ma sono rappresentati più di quindici diversi alfabeti e lingue, tra cui Brahmi, Kharosthi, Khotanese, Sanscrito, Tangut, Tibetano, Tocharian e Antico Uiguro.
Victor H. Mair, professore di lingua e letteratura cinese presso l'Università della Pennsylvania, ha sottolineato i numerosi vantaggi offerti dall'IDP nel fornire online immagini digitali ad alta risoluzione dei manoscritti di Dunhuang, accessibili a tutti. Mentre in passato gli studiosi dovevano spesso percorrere lunghe distanze per accedere ai manoscritti originali, o potevano accedervi solo tramite riproduzioni di bassa qualità, oggi chiunque può accedere alle immagini comodamente dal proprio computer, ovunque si trovi nel mondo. Ciò non solo semplifica la ricerca su questi manoscritti, ma contribuisce anche alla loro conservazione, poiché è molto meno necessario maneggiarli di persona. Inoltre, le immagini di alta qualità fornite dall'IDP spesso mostrano dettagli che sarebbero difficili da vedere con l'occhio umano.

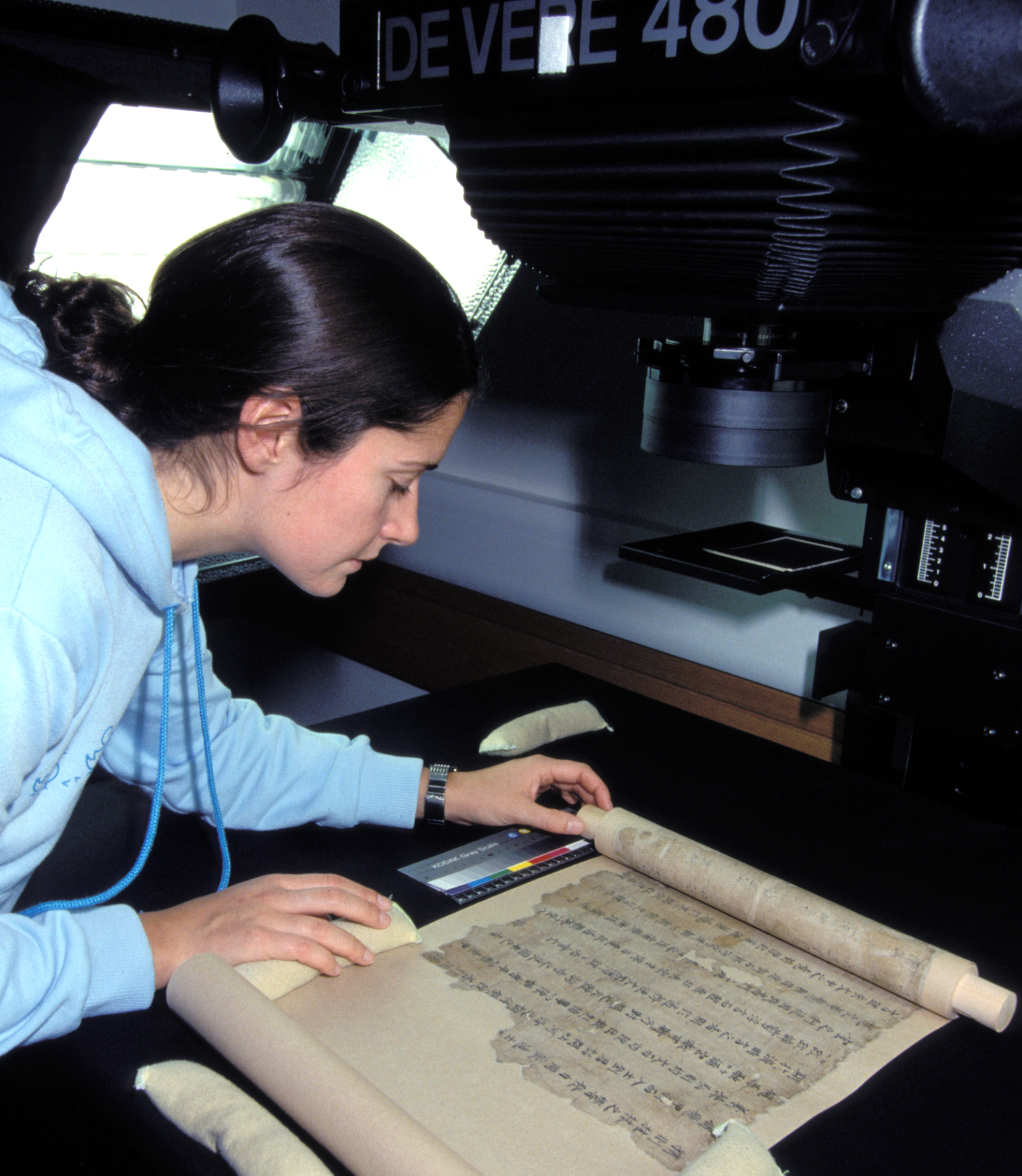
Digitalizzazione presso la British Library del Rabbit Garden Imperial Book Repository兔園策府, un manoscritto della dinastia Tang da Dunhuang

Le principali attività dell'IDP sono la conservazione, la catalogazione e la digitalizzazione di manoscritti, stampe xilografiche, dipinti, fotografie e altri reperti presenti nelle collezioni di materiale proveniente da Dunhuang e da altri siti della Via della Seta orientale, detenute dalle istituzioni partecipanti. Le immagini digitalizzate degli articoli presenti nel database IDP sono messe a disposizione del pubblico sul sito web dell'IDP. Le immagini digitali sono pensate per essere leggibili almeno quanto i manoscritti originali e per consentire agli studiosi di accedere al materiale da qualsiasi parte del mondo senza causare ulteriori danni agli stessi fragili oggetti.
Il nucleo centrale del progetto è il database online dei cataloghi e delle immagini. Ciò ha lo scopo di servire tre scopi principali:
- per sostituire gli strumenti precedentemente utilizzati dalle istituzioni per gestire le proprie collezioni;
- per sostituire i cataloghi offline precedentemente utilizzati dagli studiosi per accedere alle collezioni;
- per fornire funzionalità aggiuntive che renderanno il database un importante strumento accademico.[5]

Nel 2002, Lynne Brindley, amministratore delegato della British Library, propose l'International Dunhuang Project come un buon esempio del genere di progetti di digitalizzazione complessi, collaborativi e internazionali in cui la British Library era sempre più impegnata. Ha spiegato che nessuna delle singole istituzioni che hanno partecipato al progetto aveva le risorse o le strutture per consentire agli studiosi l'accesso completo a tutti i manoscritti delle proprie collezioni, ma unendosi e condividendo conoscenze e risorse le istituzioni sarebbero state in grado di offrire l'accesso alle collezioni combinate di tutte le istituzioni per mezzo di immagini digitali di alta qualità. Ha osservato inoltre che un progetto di digitalizzazione come l’IDP è vantaggioso sia per le istituzioni coinvolte, che spesso riescono a ottenere finanziamenti più consistenti di quelli che otterrebbero per un progetto interno, sia per la comunità accademica, a cui viene dato accesso attraverso le immagini digitali a elementi fragili e spesso inaccessibili che in precedenza potevano essere difficili o impossibili da visualizzare.

## Catalogazione
I record del catalogo vengono memorizzati in formato XML su un database relazionale utilizzando lo strumento di gestione del database 4th Dimension. I documenti possono essere ricercati tramite un modulo di ricerca online che consente agli utenti di restringere la ricerca in base a diversi criteri, come il tipo di manufatto, l'istituto di conservazione, il sito archeologico e la lingua o la scrittura. Il database è stato aggiornato per supportare Unicode nel 2010 e il sito web IDP è ora completamente codificato utilizzando UTF-8.
Ogni scheda del catalogo online comprende una descrizione fisica dell'articolo, schede di catalogo tratte da fonti cartacee esistenti, traduzioni, se disponibili, e riferimenti bibliografici. L'IDP incoraggia inoltre gli utenti accademici a inviare le proprie voci di catalogo e i risultati delle ricerche su singoli elementi da aggiungere al database.
Per facilitare la localizzazione degli elementi nel database IDP, il progetto ha anche digitalizzato un gran numero di cataloghi e fonti bibliografiche e li ha resi disponibili online, con collegamenti dalle voci del catalogo originale alla voce del catalogo online corrispondente nel database IDP.

## Conservazione
Per comprendere meglio come conservare i materiali fragili di cui sono fatti la maggior parte degli articoli presenti nel database IDP (carta, tessuti e legno), l'IDP ha sostenuto una serie di progetti di conservazione (come l'analisi delle fibre di carta e tessili) e ha organizzato conferenze sulle problematiche della conservazione in sedi sparse in tutto il mondo.
Oltre a sviluppare tecniche per la conservazione e la preservazione di documenti e reperti, l'IDP spera di promuovere buone pratiche di conservazione e standard comuni tra gli istituti partecipanti, assicurando che i reperti siano conservati nelle condizioni più idonee e siano maneggiati il meno possibile.

## Digitalizzazione
Nel 2001, il centro IDP della British Library ha allestito uno studio di digitalizzazione e ora studi simili sono stati istituiti presso i centri IDP in Europa e Asia. Oltre a realizzare immagini digitali di alta qualità degli oggetti, la fotografia a infrarossi viene utilizzata per i manoscritti con inchiostro sbiadito o che sono altrimenti difficili da leggere in luce normale.

## Istruzione
L'IDP è inoltre impegnato in varie attività educative, organizzando mostre, laboratori ed eventi educativi per le scuole.
Nel 2004 l'IDP organizzò una grande mostra intitolata "The Silk Road: Trade, Travel, War and Faith" (La Via della Seta: Commercio, Viaggi, Guerra e Fede), che si tenne presso la British Library. Questa è stata la mostra di maggior successo mai tenuta alla British Library e ha attirato 155.000 visitatori.

## Storia

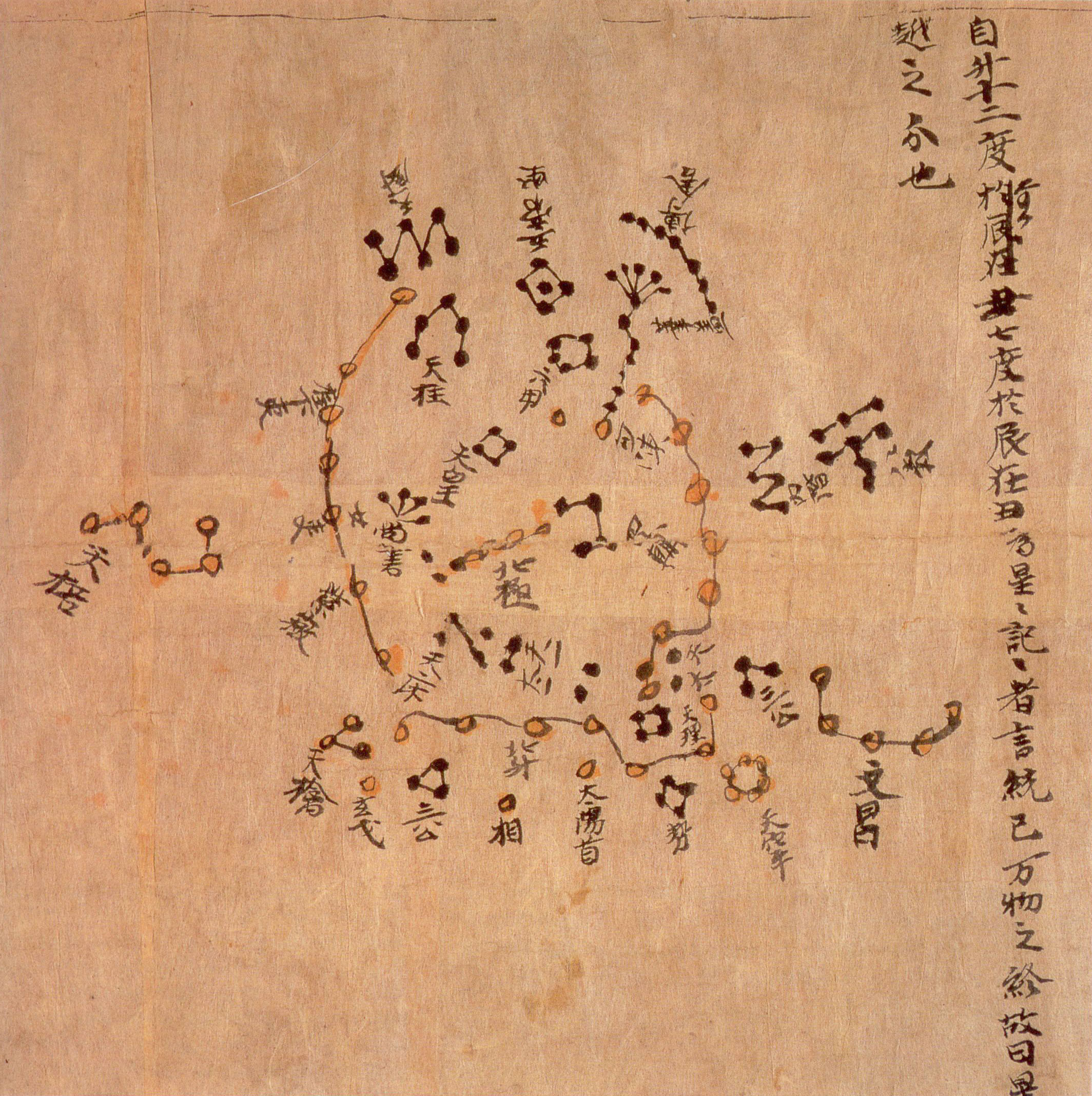
Dettaglio della carta stellare di Dunhuang che mostra la regione del Polo Nord (British Library Or.8210/S.3326)

Le basi per il progetto furono gettate nell'ottobre 1993 quando si tenne una conferenza internazionale sulla grotta 17 di Dunhuang presso l'Università del Sussex. Questa conferenza riunì curatori e restauratori da tutto il mondo, tra cui la British Library, l'Istituto di manoscritti orientali dell'Accademia russa delle scienze, la Bibliothèque nationale de France e la National Library of China; in seguito è stato istituito un gruppo direttivo IDP da Graham Shaw (vicedirettore della Oriental & India Office Collection presso la British Library), Frances Wood (responsabile della sezione cinese presso la British Library) e Peter Lawson (restauratore presso la British Library). Susan Whitfield è stata incaricata di curare la redazione della newsletter. Il primo incontro del gruppo direttivo dell'IDP si è tenuto l'11 aprile 1994, quando è stato adottato il nome International Dunhuang Project. La prima newsletter fu pubblicata il 16 maggio 1994.
L'IDP è stato inizialmente fondato con una sovvenzione triennale dalla Fondazione Chiang Ching-kuo, e aveva un solo membro dello staff. L'anno successivo venne progettato e implementato il database IDP e nel 1996 una borsa di studio della British Academy consentì l'assunzione di un assistente di ricerca part-time per inserire i dati del catalogo nel database.
Nel 1997, con un finanziamento di 148.000 sterline dall'Heritage Lottery Fund, l'IDP iniziò a digitalizzare i manoscritti conservati presso la British Library e nel 1998 il database fu messo online con un numero iniziale di 20.000 voci di catalogo e circa 1.000 immagini di manoscritti digitalizzati.
Nel 2001, con il notevole supporto della Fondazione Mellon, è iniziato il lavoro di digitalizzazione dei manoscritti conservati nelle collezioni di Parigi e Pechino, e nel 2003 sono state aggiunte al database le immagini digitali dei dipinti di Dunhuang conservati al British Museum. Entro il 2004 il database IDP includeva immagini di circa 50.000 manoscritti, dipinti, manufatti e fotografie storiche.
Altri centri IDP sono stati aperti a Pechino nel 2001, a San Pietroburgo e Kyoto nel 2004, a Berlino nel 2005, a Dunhuang nel 2007, a Parigi nel 2008 e a Seul nel 2010.
Il primo direttore dell'IDP è stata Susan Whitfield, che si è ritirata dall'incarico nel luglio 2017.

## Istituzioni partecipanti
Al progetto partecipano le seguenti istituzioni.
- British Library, Londra, Inghilterra
- British Museum, Londra, Inghilterra
- Victoria and Albert Museum, Londra, Inghilterra
- Biblioteca Chester Beatty, Dublino, Irlanda
- Biblioteca nazionale della Cina, Pechino, Cina
- Accademia di ricerca di Dunhuang, Dunhuang, Cina
- Accademia Sinica, Taipei, Taiwan
- Istituto dei manoscritti orientali (prima del 2007 la filiale di San Pietroburgo dell'Istituto di studi orientali), San Pietroburgo, Russia
- Museo nazionale dell'India, Nuova Delhi, India
- Università Ryūkoku, Kyoto, Giappone
- Biblioteca di Stato, Berlino, Germania
- Accademia delle scienze e delle discipline umanistiche di Berlino-Brandeburgo, Berlino, Germania
- Bibliothèque nationale de France, Parigi, Francia
- Museo Guimet, Parigi, Francia
- Museo nazionale di etnografia, Stoccolma, Svezia
- Fondazione Sven Hedin, Stoccolma, Svezia
- Galleria d'arte Freer, Smithsonian Institution, Washington DC, USA
- Università della California a Los Angeles, Stati Uniti
- Princeton University, (Direzione della Biblioteca e Museo d'Arte), Princeton, USA
- Morgan Library, New York, Stati Uniti
- Istituto di ricerca di studi coreani, Università della Corea, Seoul, Corea del Sud
- Biblioteca reale danese, Copenaghen, Danimarca